# West Linn
West Linn är en ort i Clackamas County i delstaten Oregon, USA.